# ISO 3166-2:BT
Kódy ISO 3166-2 pro Bhútán identifikují 20 distriktů (stav v roce 2020). První část (BT) je mezinárodní kód pro Bhútán, druhá část sestává ze dvou čísel nebo dvou písmen identifikujících kraj.

## Seznam kódů
| Kod   | Subjekt          | Hlavni mesto     |
| ----- | ---------------- | ---------------- |
| BT-11 | Paro             | Paro             |
| BT-12 | Chhukha          | Chhukha          |
| BT-13 | Haa              | Haa              |
| BT-14 | Samtse           | Samtse           |
| BT-15 | Thimphu          | Thimphu          |
| BT-21 | Tsirang          | Damphu           |
| BT-22 | Dagana           | Dagana           |
| BT-23 | Punakha          | Punakha          |
| BT-24 | Wangdi Phodrang  | Wangdi Phodrang  |
| BT-31 | Sarpang          | Sarpang          |
| BT-32 | Tongsa           | Tongsa           |
| BT-33 | Bumthang         | Jakar            |
| BT-34 | Shemgang         | Shemgang         |
| BT-41 | Tashingang       | Tashingang       |
| BT-42 | Mongar           | Mongar           |
| BT-43 | Pema Gatshel     | Pema Gatshel     |
| BT-44 | Lhuntse          | Lhuntse          |
| BT-45 | Samdrup Jongkhar | Samdrup Jongkhar |
| BT-GA | Gasa             | Gasa             |
| BT-TY | Tashi Yangtse    | Tashi Yangtse    |